# Mustàkhrij
Un mustàkhrij (àrab: مستخرج, mustaẖrij, literalment ‘extractor’) fou el funcionari musulmà encarregat de recaptar alguns impostos com la sadaqa o almoina religiosa, i el kharaj, impost sobre la terra. Va existir sota els abbàssides. A l'Àndalus era l'encarregat de recaptar els impostos dels mossàrabs, càrrec que s'hauria traduït al llatí com exceptor.